# Дідова Балка
Дідова Балка — річка  в Україні, у Кропивницькому й Новомиргородському  районах Кіровоградської області, права притока Великої Висі (басейн Південного Бугу).

## Опис
Довжина річки 12 км., похил річки — 1,2 м/км. Формується з багатьох безіменних струмків та водойм.  Площа басейну 112км². В деяких місцях пересихає.

## Розташування
Бере  початок на східній околиці Олександрівки. Тече переважно на північний захід і біля села Каніж впадає у річку Високу Вись, ліву притоку Синюхи.
Населені пункти вздовж  берегової смуги: Володимирівка, Миронівка, Могутнє.
Річку перетинає автомобільна дорога Т 1201